# Хайнрих IX фон Вайда
Хайнрих IX/VIII фон Вайда 'Стари'/Ройс (на немски: Heinrich IX/VIII von Weida „der Alte“; * ок. 1260; † сл. 28 септември 1316/1320) от фамилията Ройс е фогт на Вайда-Орламюнде в район Грайц в Тюрингия.
Той е син на Хайнрих VIII фон Вайда 'Стари' († 1279/1280), фогт на Вайда (1243/1254 – 1279/1280), и втората му съпруга София фон Ваймар-Орламюнде († 1 юли 1258), дъщеря на граф Херман II фон Ваймар-Орламюнде († 1247) и принцеса Беатрис фон Андекс-Мерания († 1271).
Резиденцията на фогтовете фон Вайда до началото на 15 век е замък Остербург във Вайда, построен 1163 – 1193 г. от Хайнрих I фон Вайда († 1172/1193). Всичките мъжки потомци на прадядо му Хайнрих I фон Вайда го честват от 13 век като носят името „Хайнрих“. През 1244 г. територията на фогтовете на Вайда се разделя на три фогтая „Вайда, Гера и Плауен“. Линията на фогтите на Вайда свършва през 1531 г.

## Фамилия
Хайнрих IX фон Вайда се жени за фон Лобдебург, дъщеря на граф Хартман VII фон Лобдебург-Лойхтенбург († 1278) и Мехтилд фон Глайхенщайн († 1306), дъщеря на граф Хайнрих I фон Глайхенщайн († 1257). Те имат децата:
- Хайнрих X фон Вайда († сл. 30 ноември 1363/1366), фогт на Вайда, женен I. пр. 15 май 1318 г. за Катарина фон Плауен († 1 март 1336), II. сл. 1 март 1336 г. за Катарина фон Шьонбург († сл. 17 май 1362)
- Хайнрих († млад)
- Хайнрих († сл. 1298/1330), доминикански приор в Плауен
- Хайнрих, доминиканец
- Хайнрих, прокуратор в манастир „Св. Клара“ във Вайсенфелс
- София († сл. 1306 или сл. 22 януари 1353), приорес, монахиня в Кроншвиц
- дъщеря, омъжена пр. 1320 г. за Хартман (IX) фон Лобдебург-Глайна († 10 юни 1327), син на Ото фон Бергов († сл. 1299) и внук на Хартман фон Бергов, господар на Берга и Лобдебург († сл. 1251)
- дъщеря, омъжена за Рюдигер фон Шпарнек († 26 април 1363)

Хайнрих IX фон Вайда има също син:
- Хайнрих фон Вайда († сл. 1330), приор в Плауен (1310).